# Guram Makajew
Guram Makajew (kaz.: Гурам Макаев; ur. 18 lutego 1970 w Ałma-Acie) – kazachski piłkarz występujący na pozycji napastnika.

## Kariera klubowa
Od początku kariery w 1987 roku Makajew występował w zespołach SKIF Ałmaty, Ekibastuziec Ekibastuz, RŻSSzM Ałmaty, Chimik Dżambuł, grających w trzeciej lidze ZSRR. W 1991 roku grał też w drugoligowym Kajracie Ałmaty. W 1992 roku został zawodnikiem Batyru Ekibastuz, występującego w pierwszej lidze kazachskiej. W 1993 roku wywalczył z nim wicemistrzostwo Kazachstanu.
W 1995 roku Makajew przeszedł do belgijskiego KFC Lommel, grającego w Eerste klasse. Spędził tam sezon 1995/1996, a potem przeniósł się do innego zespołu tej ligi –
Royalu Antwerp. Występował tam przez sezon 1996/1997, po czym wrócił do Batyru Ekibastuz. W 1998 roku wywalczył z nim drugie wicemistrzostwo Kazachstanu. W kolejnych latach Makajew grał w drużynach Szachtior Karaganda, Kajrat Ałmaty, FK Atyrau (wicemistrzostwo Kazachstanu 2001 i 2002), Żetysu Tałdykorgan oraz Ordabasy Szymkent. W 2004 roku zakończył karierę.

## Kariera reprezentacyjna
W reprezentacji Kazachstanu Makajew zadebiutował 11 kwietnia 1994 w wygranym 1:0 towarzyskim meczu z Tadżykistanem, a 3 grudnia 1998 w wygranym 5:0 pojedynku Igrzysk Azjatyckich z Laosem strzelił swojego jedynego gola w kadrze. W latach 1994–1998 w drużynie narodowej rozegrał 10 spotkań i zdobył 1 bramkę.